# Liste der National Historic Landmarks in Utah
Diese vollständige Liste der National Historic Landmarks in Utah nennt die 14 Stätten, die im US-Bundesstaat Utah als National Historic Landmark (NHL) eingestuft sind und unter der Aufsicht des National Park Service stehen. Die Stätten werden nach den amtlichen Bezeichnungen im National Register of Historic Places geführt.

## Übersicht
|    | Name der Stätte                        | Bild                               | Jahr          | Ort                                                         | County                          | Beschreibung |
| -- | -------------------------------------- | ---------------------------------- | ------------- | ----------------------------------------------------------- | ------------------------------- | --- |
| 1  | Alkali Ridge                           |                                    | 19. Juli 1964 | -                                                           | San Juan                        | Eine Reihe von weit verstreuten archäologischen Resten der frühesten Formen von Anasazi-Architektur. Diese mehrstöckigen Gebäude und Kivas brachten qualitativ hochwertigen Keramik aus der Zeit von ca. 900 – 1100 v. Chr. hervor. |
| 2  | Bingham Canyon Open Pit Copper Mine    | Bingham Canyon Mine, April 2005    | 13. Nov. 1966 | 40° 31′ 20,5″ N, 112° 8′ 58,1″ W                            | Salt Lake                       | Die weltweit erste und größte Tagebau-Kupfermine, 1904 angelegt. |
| 3  | Bryce Canyon Lodge                     | Foto der Bryce Canyon Lodge        | 28. Mai 1987  | Bryce Canyon National Park 37° 37′ 34,2″ N, 112° 9′ 59,6″ W | Garfield                        | Die Union Pacific Railroad baute dieses Hotel von 1924 bis 1927. |
| 4  | Central Utah Relocation Center (Topaz) |                                    | 29. März 2007 | -                                                           | Millard                         | Eines von zehn Camps für die Internierung japanischstämmiger Amerikaner während des Zweiten Weltkriegs. |
| 5  | Danger Cave                            | Foto des Eingangs der Danger Cave  | 20. Jan. 1961 | -                                                           | Tooele                          | Archäologische Stätte mit Fundstücken von etwa 9550 v. Chr. bis 500 n. Chr. |
| 6  | Desolation Canyon                      |                                    | 24. Nov. 1968 | -                                                           | Carbon, Emery, Grand und Uintah | Dieser abgelegene Canyon wurde 1869 von John Wesley Powell durchquert. Seine Expedition wurde durch die Smithsonian Institution gesponsert.                                                                                         |
| 7  | Emigration Canyon                      |                                    | 20. Jan. 1961 | Salt Lake City                                              | Salt Lake                       | Pioniere der Mormonen durchquerten die Wasatchkette durch diesen Canyon am westlichen Ende ihres Pfades. Der Ausgang des Canyons war die Stelle von Brigham Youngs bekanntem Ausspruch: „This is the place“.                        |
| 8  | Fort Douglas                           | Aufnahme vom Camp Douglas von 1866 | 15. Mai 1975  | Salt Lake City 40° 45′ 52,8″ N, 111° 50′ 1,4″ W             | Salt Lake                       | Dieser Posten der US Army wurden in den 1860er-Jahren erstellt, um die Amtsgewalt der Vereinigten Staaten in den Mormonengebieten zu sichern und Überlandtransporte zu schützen.                                                    |
| 9  | Mountain Meadows Massacre Site         |                                    | 23. Juni 2011 | Central                                                     | Washington                      | |
| 10 | Old City Hall                          | Old City Hall in Salt Lake City    | 15. Mai 1975  | Salt Lake City 40° 46′ 26,2″ N, 111° 53′ 12,7″ W            | Salt Lake                       | Die Stadthalle wurde 1866 erbaut und diente als Capitol des Utah-Territoriums. Sie war Stätte zahlreicher Spannungen zwischen den Oberhäuptern der Mormonen und der Vereinigten Staaten.                                            |
| 11 | Quarry Visitor Center                  | Dinosaur National Monument         | 3. Jan. 2001  | Dinosaur National Monument 40° 26′ 25,6″ N, 109° 18′ 4,5″ W | Uintah                          | Das Quarry Visitor Center wurde als Teil der Mission 66-Initiative des National Park Services gebaut. Es ist derzeit jedoch geschlossen wegen strukturellen Schäden durch den unstabilen Boden und seine Zukunft ist ungewiss.      |
| 12 | Reed O. Smoot House                    | Reed O. Smoot House                | 8. Dez. 1976  | Provo 40° 13′ 56,4″ N, 111° 39′ 19,9″ W                     | Utah                            | Die Heimat von Reed Smoot von 1892 bis zu seinem Tod 1941. Smoot war ein US-Senator, der bekannt ist für seine Befürwortung von Protektionismus und den Smoot-Hawley Tariff Act.                                                    |
| 13 | Temple Square                          | Foto des Temple Square von 1897    | 29. Jan. 1964 | Salt Lake City 40° 46′ 12,3″ N, 111° 53′ 33,6″ W            | Salt Lake                       | Der Temple Square ist das Zentrum der Kirche Jesu Christi der Heiligen der Letzten Tage. Es beinhaltet unter anderem den Salt-Lake-Tempel, das Tabernakel und die Assembly Hall.                                                    |
| 14 | Brigham Young Complex                  | Foto des Lion House                | 28. Jan. 1964 | Salt Lake City 40° 46′ 3,7″ N, 111° 53′ 16,6″ W             | Salt Lake                       | Das Beehive House und das angrenzende Lion House waren die Residenz von Brigham Young von 1852 bis zu seinem Tod 1877. |